# Кобилка ютландська
Кобилка ютландська (Chorthippus jutlandica Fogh Nielsen, 2003) — вид комах з родини Acrididae.

## Опис
Довжина тіла коника 1,3-2,4 см. Самиці дуже схожі на близькі види роду Chorthippus, точне визначення для неспеціалістів неможливе. Кінець черевця самця цегляно-червоний. Костальне поле на крилах самця ширше, ніж у близьких видів. Від них надійно розрізняється лише за піснею.

## Ареал і походження
Це ендемічний вид, поширений на піщаних дюнах у районі мису Блевандшак на заході континентальної Данії. Популяція вважається гібридом двох близьких видів C. biguttulus та C.  brunneus.
Вид внесено до Червоного списку Данії зі статусом «у найменшій небезпеці».